# منطقه گردشگری گلدشت
گلدشت نام یک منطقه عمومی گردشگری در شهرستان بروجرد در غرب ایران است. این منطقه در غرب شهر بروجرد و در دامنه رشته کوه‌های زاگرس قرار گرفته است.

## وضعیت جغرافیایی
گلدشت یک دره قیفی شکل به طول تقریبی هفت کیلومتر است که از حوالی روستای کپرگه آغاز و تا تپه چغا در غرب شهر بروجرد ادامه می‌یابد. جاده ای به طول ۱۲ کیلومتر از مجاور تپه چُغا در طول گلدشت عبور می‌کند و تا روستای کپرگه ادامه می‌یابد که محور اصلی گردشگری در این منطقه است.

## مناطق فرعی
- فیال (دشت ناز)

(گلدشت)
- شیخ میری سادات
- قلعه حاج عبدالله
- کپرگه

به‌طور کلی منطقه گلدشت بخشی از منطقه ولات نظامی بوده که ان نیز جز سیلاخور پایین می‌باشد.

## نگارخانه

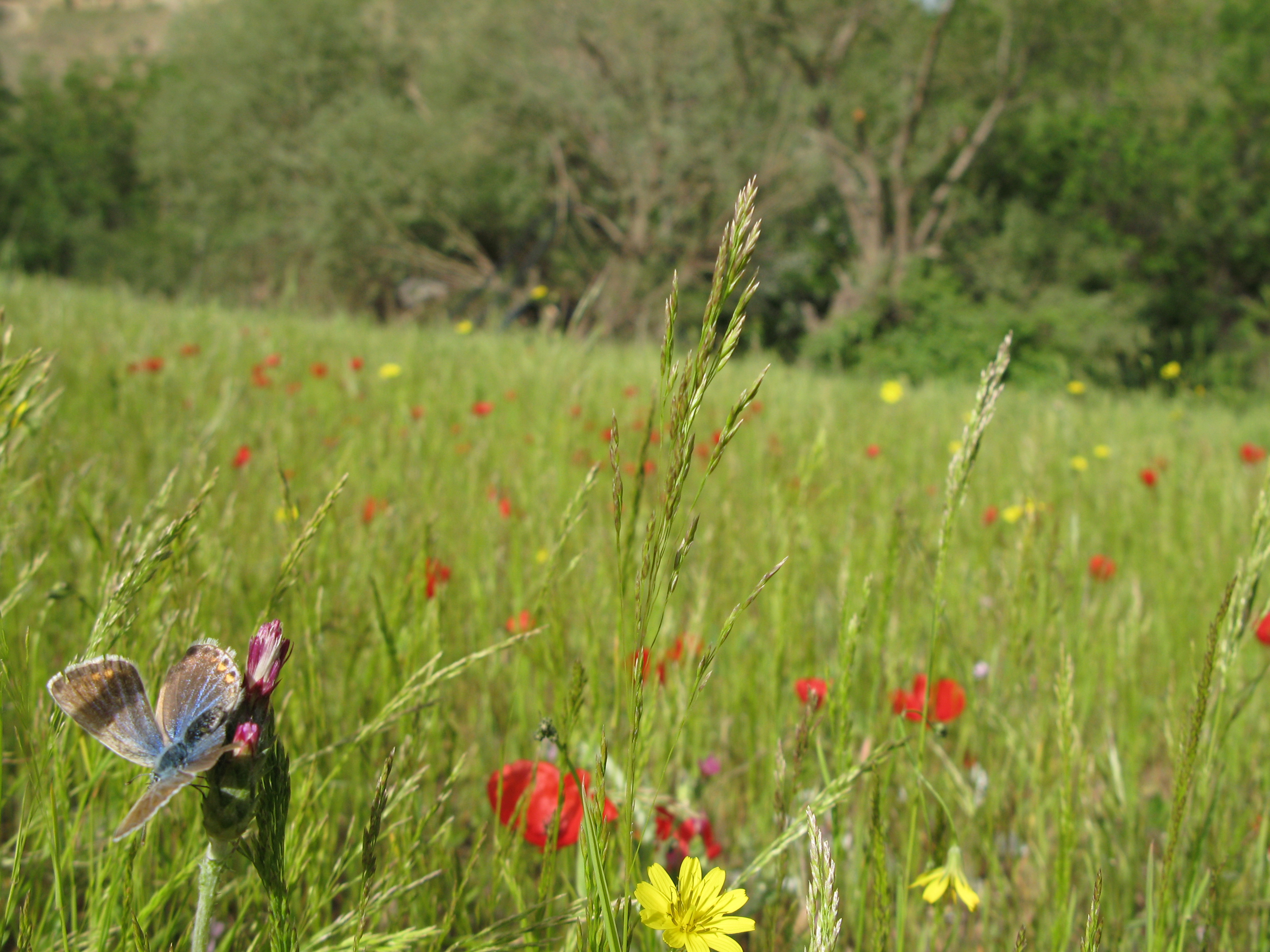
پوشش گیاهی گلدشت
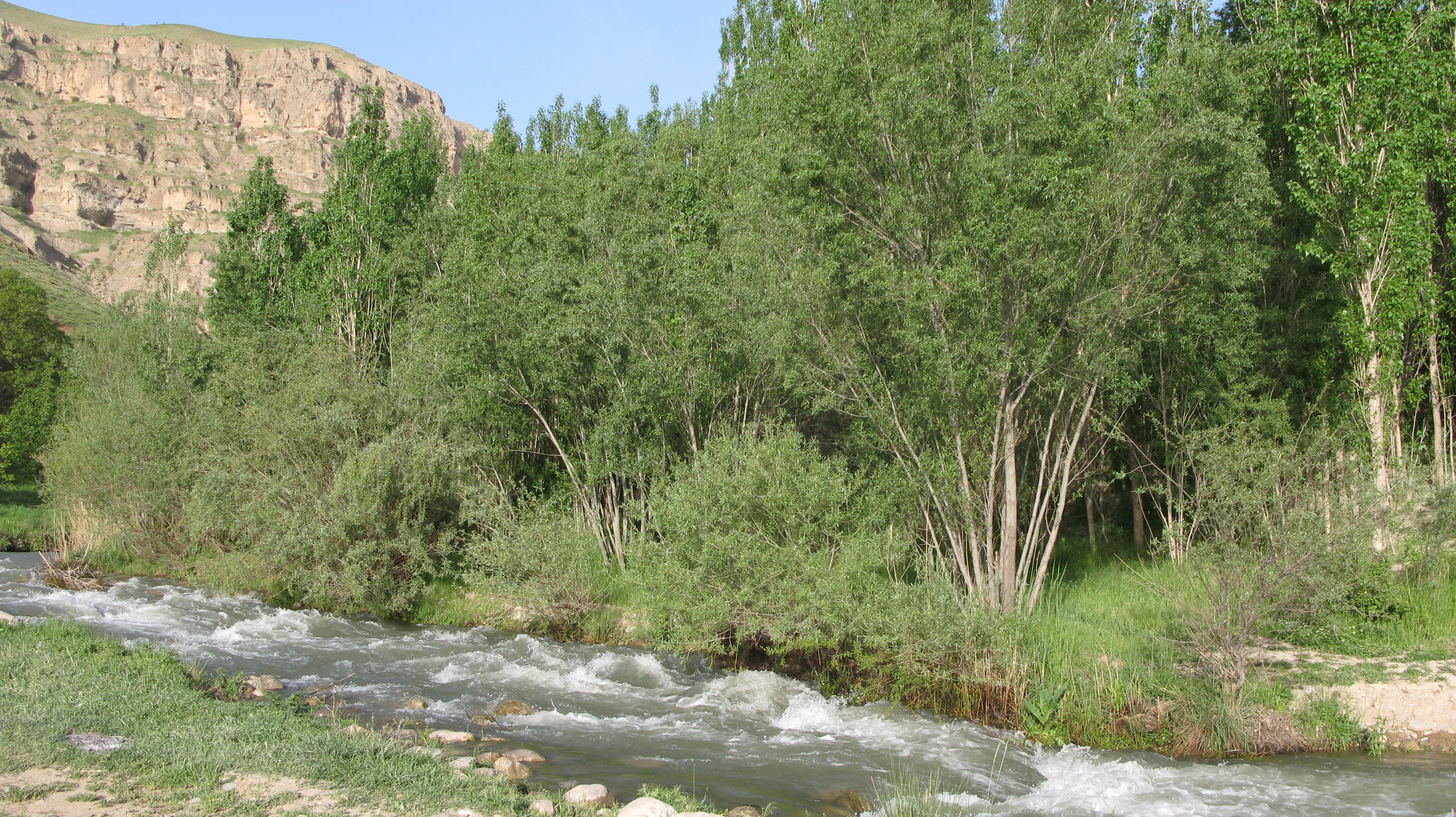
تنگه گپرگه پانویس
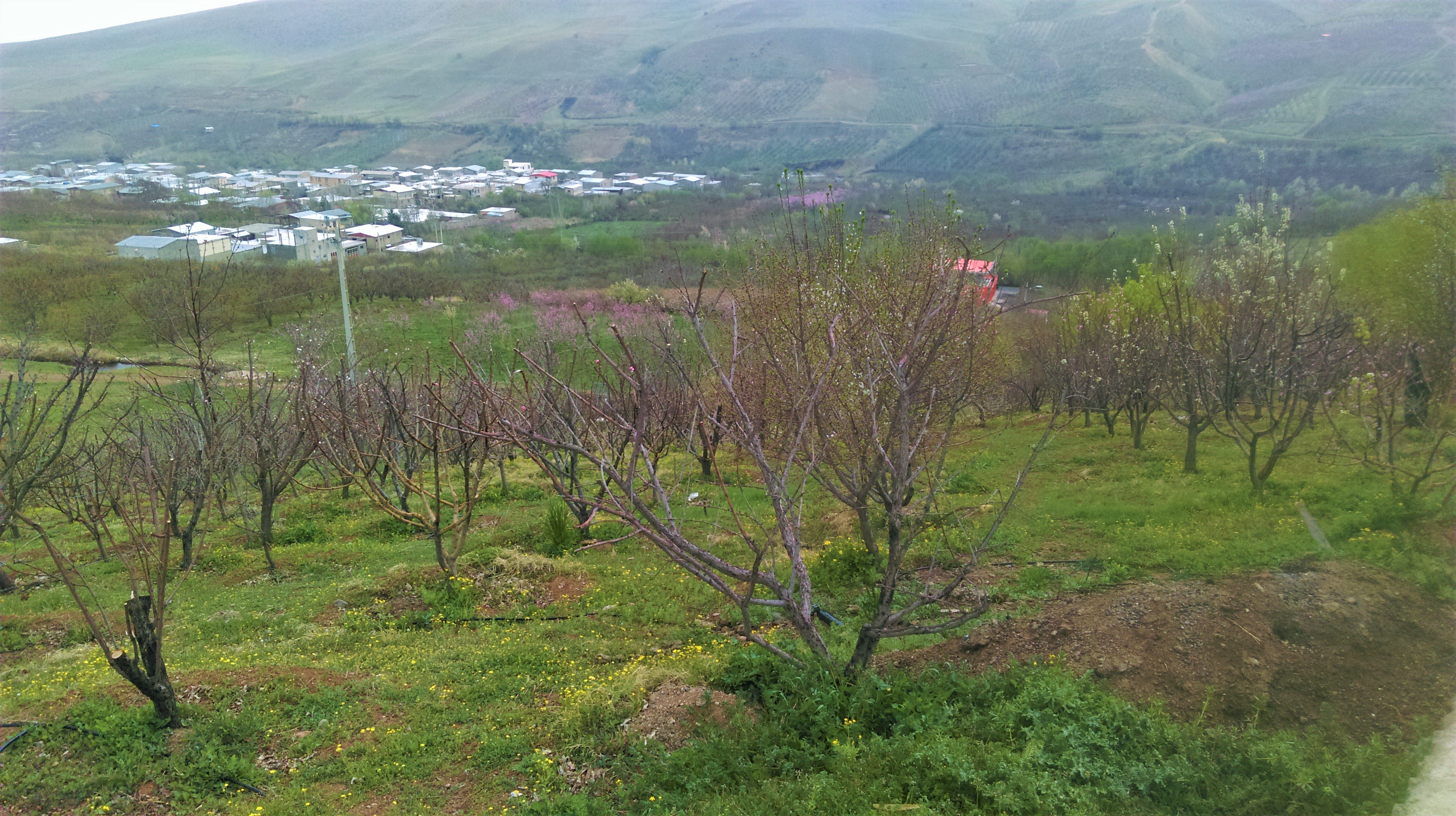
باغهای اطراف شیخ میری سادات
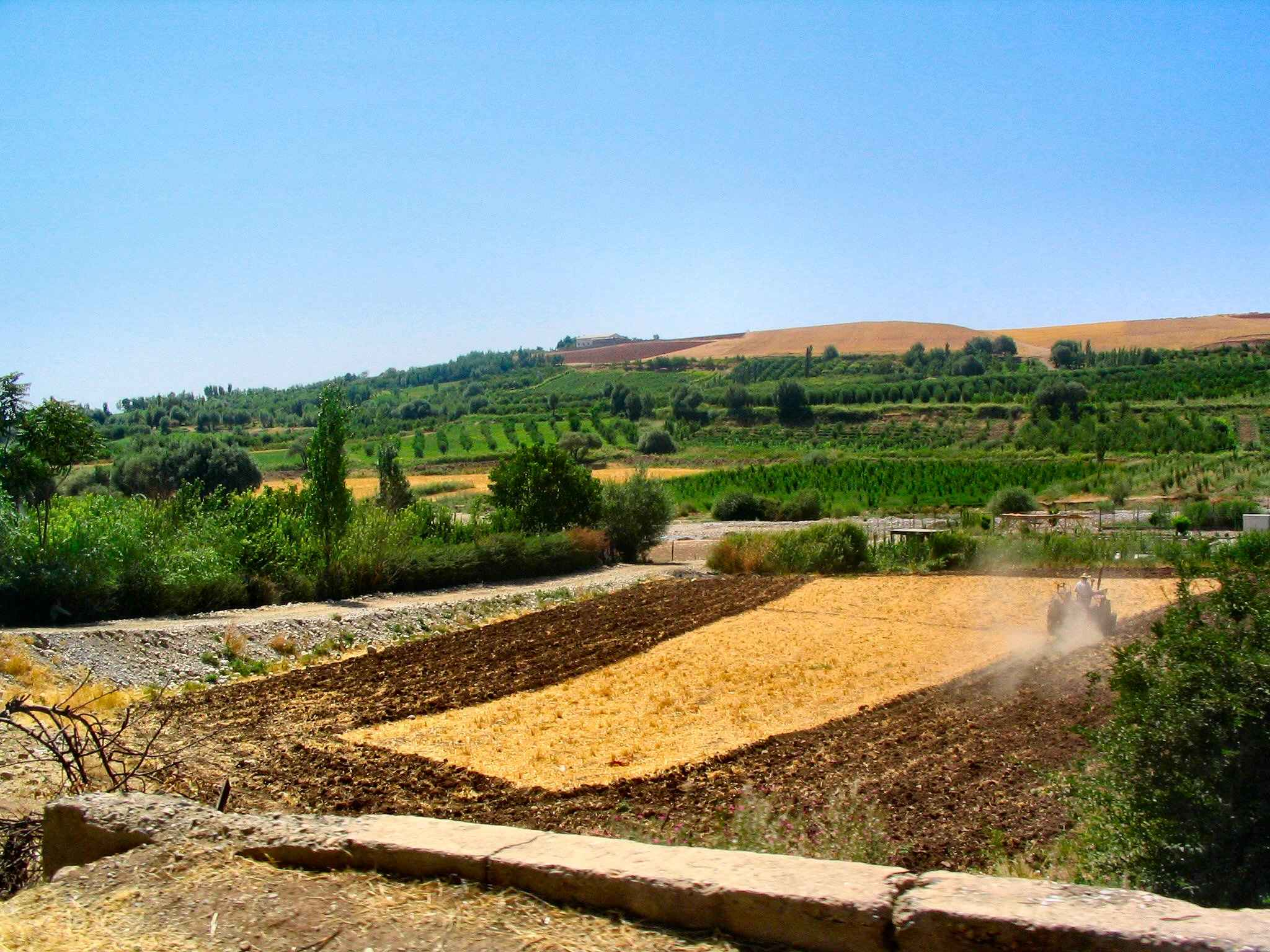
باغهای گلدشت